# Аляска-Мару
Аляска-Мару — транспортне судно, яке під час Другої японо-китайської війни та Другої світової війни взяло участь в операціях японських збройних сил поблизу Шанхаю, на Філіппінах, в Індонезії та в архіпелазі Бісмарка.

## Передвоєнна служба
Аляска-Мару спорудили в 1919 році на верфі Mitsubishi Zosen у Нагасакі на замовлення компанії Osaka Shosen Kaisha із Кобе. Окрім перевезення вантажів, воно також могло прийняти 6 пасажирів першого класу. Власник використовував судно на своїх лініях до Нью-Йорку, Індії, Перської затоки, Європи, Західної Африки.
У вересні 1923-го Аляска-Мару залучили для перевезення допомоги та біженців після катастрофічного Токійського землетрусу.
У 1924-му судно пройшло модернізацію із заміною палива з вугілля на нафту.

## Шанхайська операція
Після початку у 1937-му Другої японо-китайської війни Імперська армія Японії законтрактувала Аляска-Мару для використання як транспорт для перевезення військ. В кінці жовтня 1937-го судно прийняло на борт бійців 150-го піхотного полку нещодавно сформованої 114-ї піхотної дивізії та прибуло до островів Гото біля західного узбережжя Кюсю. Тут утворили конвой із 16 суден, який 3 листопада вийшов у море та попрямував до узбережжя центрального Китаю.
5 листопада конвой досяг затоки Ханчжоувань, маючи завдання висадити десант в тилу китайських військ, котрі вже майже три місяці вели битву за Шанхай. На той час китайці зазнали невдачі у боях Дачанг і зняли з узбережжя раніше розташовані там сили, що дозволило японцям безперешкодно висадитись на північному березі затоки. Втім, через проблеми з висадковими засобами висадка затягнулась до 10 листопада.
У 1938-му Імперська армія повернула судно у розпорядження попереднього власника.

## Вторгнення на Філіппіни
6 жовтня 1941-го в межах підготовки до вступу Японії у Другу світову війну Аляска-Мару реквізували для потреб Імперської армії Японії.
18 грудня 1941-го Аляска-Мару та ще 27 транспортів вийшли із військово-морської бази Мако (Пескадорські острови у південній частині Тайванської протоки). Це транспортне угруповання становило другий ешелон сил вторгнення на Лусон (всього у трьох ешелонах було 76 суден). 22 грудня японські сили досягли Філіппін та почали висадку в затоці Лінгайєн.

## Операції на Суматрі
У лютому 1942-го судно увійшло до загону, котрий мав перевезти десант на острів Суматра (тоді Нідерландська Ост-Індія). 12 лютого Аляска-Мару та ще 7 транспортів вийшли із затоки Камрань (Південний В'єтнам), маючи на борту сім рот зі складу 229-го полку 38-ї дивізії Імперської армії Японії, а також артилерійські, інженерні та медичні підрозділи. 15 лютого конвой досяг порту Мунток (острів Бангка поблизу східного узбережжя Суматри) та успішно висадив війська.
8 березня Аляска-Мару та ще 7 транспортів вийшли із Сінгапура, маючи на борту військовослужбовців Дивізії імператорської гвардії. Два судна пізніше відділились для прямування до Пенангу (західне узбережжя півострова Малакка), тоді як інші 12 березня досягли визначених для десантування місць на Північній Суматрі та безперешкодно провели висадку.

## Рейси на Палау та до архіпелагу Бісмарка
21—30 серпня 1943-го судно було частиною конвою O-104, котрий пройшов від японського порту Саєкі до Палау — важливого транспортного хабу у західній частині Каролінських островів.
17—26 листопада 1943-го судно у складі конвою O-708 знову пройшло від Саєкі до Палау. На цей раз воно повинно було рухатись далі до архіпелагу Бісмарка та доправити великі обсяги продовольства, обмундирування, озброєння та інших запасів до Рабаулу (головної бази у архіпелазі, з якої японці вже майже два роки провадили операції на Соломонових островах та сході Нової Гвінеї).
12 грудня 1943-го Аляска-Мару вийшло із Палау у складі конвою N-206 та попрямувало на південний схід. Під вечір 19 грудня в районі за пів сотні кілометрів на північ від Кавієнгу (острів Нова Ірландія) конвой виявив літаючий човен «Каталіна». Хоча виконана ним атака не принесла результатів, проте тієї ж доби конвой ще двічі ставав об'єктом для авіанальотів, у яких брали участь бомбардувальники В-24. Під час останнього з них літаки поцілили Аляска-Мару, яке було полишене та затонуло на наступний день. Під час атаки на Аляска-Мару загинув лише один член екіпажу, тоді як інші були врятовані мисливцем за підводними човнами CH-37.